# Джерело № 6 (Рахів)
Джерело № 6 — гідрологічна пам'ятка природи місцевого значення в Україні. Об'єкт розташований на території Рахівського району Закарпатської області, в місті Рахів, на вул. Довженка.
Площа — 0,5 га, статус отриманий у 1984 році. Перебуває у віданні Рахівської міської ради. 
Статус надано для збереження джерела мінеральної води. Вода вуглекисла, гідрокарбонатно-кальцієва, загальна мінералізація — 1,2 г/л. Мікроелементи: марганець, нікель. Вживається для лікування захворювань органів травлення.